# الجدول الزمني
الجدول الزمني هو فيلم من نوع دراما أُصدر في 2001. الفيلم من إخراج لوران كانتيه، أما السيناريو فكان من كتابة لوران كانتيه وروبن كامبيو.

## القصة
تقع أحداث الفيلم في فرنسا.

## طاقم التمثيل
- كارين فيلار
- اوريليان ريكوان
- Serge Livrozet [الإنجليزية]‏

## الإنتاج
موسيقى الفيلم التصويرية كانت من تأليف جوسلين بوك.

## وصلات خارجية
- الجدول الزمني على موقع IMDb (الإنجليزية)
- الجدول الزمني على موقع ميتاكريتيك (الإنجليزية)
- الجدول الزمني على موقع روتن توميتوز (الإنجليزية)
- الجدول الزمني على موقع نتفليكس (الإنجليزية)
- الجدول الزمني على موقع ألو سيني (الفرنسية)
- الجدول الزمني على موقع Turner Classic Movies (الإنجليزية)
- الجدول الزمني على موقع أول موفي (الإنجليزية)
- الجدول الزمني على موقع بوكس أوفيس موجو (الإنجليزية)
- الجدول الزمني على موقع فيلمافينيتي (الإسبانية)
- الجدول الزمني على موقع قاعدة بيانات الأفلام السويدية (السويدية)